# The Black Saint and the Sinner Lady
The Black Saint and the Sinner Lady — студійний альбом Чарльза Мінґуса. Він був записаний 20 січня 1963 року і випущений у липні того ж року лейблом Impulse! Records. Альбом складається з однієї безперервної композиції — частково написаної як балет — розділеної на чотири треки та шість частин. Вважається одним з найкращих джазових записів усіх часів.

## Запис
Альбом був записаний 20 січня 1963 року бендом з одинадцяти музикантів. Мінґус назвав оркестровий стиль альбому «етнічною народно-танцювальною музикою», а критики описали його як такий, що поєднує «джаз і класику, а також інтегрує елементи африканської музики та іспанські мотиви». Альбом містить анотації, написані Мінґусом і його тодішнім психотерапевтом Едмундом Поллоком. Джазові та музичні критики часто характеризують Black Saint and the Sinner Lady як один з двох головних шедеврів Мінґуса (другий — Mingus Ah Um), і він часто посідає високі місця у списках найкращих альбомів усіх часів.
Боб Гаммер був співучасником та аранжувальником альбому. У книзі The Penguin Jazz Guide: The History of the Music in the 1000 Best Albums дружина Мінґуса, Сью Мінґус, розповідає: «Якимось чином Чарльз поглинув репетиційну групу Боба Хаммера під час шеститижневого концерту в Village Vanguard у 1963 році, що дало йому унікальну можливість ніч за ніччю відпрацьовувати одну з його найкращих композицій — The Black Saint and The Sinner Lady».
У книзі Mingus Speaks аранжувальник Сай Джонсон згадує: «Боб Гаммер був дуже успішним у цьому. Він піаніст, який був десь тут, у 1962 році чи десь так, коли він зробив шедевр Мінґуса, як на мене, блискучу оркестровку і блискуче виконання The Black Saint and The Sinner Lady».

## Відгуки критиків
The Black Saint and the Sinner Lady — один з найвідоміших джазових записів XX століття. Річард Кук і Браян Мортон, автори The Penguin Guide to Jazz, нагородили альбом знаком «Корона», найвищою нагородою видання, на додаток до найвищого чотиризіркового рейтингу. Стів Г'юї з AllMusic присудив альбому п'ять зірок з п'яти і назвав його «одним з найбільших досягнень в оркеструванні будь-якого композитора в історії джазу». Журнал Q описує альбом як «суміш примарної блюзовості, танцювальної бадьорості і моментів андалузької спеки» і присудив йому чотири зірки з п'яти.
Альбом увійшов до музичного довідника Роберта Дімері 1001 альбом, які ви повинні почути, перш ніж померти.

## Трек-лист
Автор всіх треків — Чарльз Мінґус. Всі треки мають субтитри. Четвертий трек (друга сторона на оригінальному вініловому релізі) складається з трьох частин з окремими назвами та субтитрами. Тривалість треків, вказана на обкладинці альбому, є невірною; час, вказаний нижче, є фактичною тривалістю композицій.
| #     | Назва | Субтитри | Тривалість |
| ----- | --- | --- | ---------- |
| 1.    | «Track A – Solo Dancer»                                                                                   | "Stop! Look! And Listen, Sinner Jim Whitney!" | 6:39       |
| 2.    | «Track B – Duet Solo Dancers»                                                                             | "Hearts' Beat and Shades in Physical Embraces" | 6:45       |
| 3.    | «Track C – Group Dancers»                                                                                 | "(Soul Fusion) Freewoman and Oh, This Freedom's Slave Cries" | 7:22       |
| 4.    | «Mode D – Trio and Group Dancers" "Mode E – Single Solos and Group Dance" "Mode F – Group and Solo Dance» | "Stop! Look! And Sing Songs of Revolutions!" "Saint and Sinner Join in Merriment on Battle Front" "Of Love, Pain, and Passioned Revolt, then Farewell, My Beloved, 'til It's Freedom Day" | 18:39      |
| 39:25 | | |            |

## Персоналії
| Музиканти - Чарльз Мінґус – контрабас, піаніно, композитор - Джером Річардсон – сопрано- і баритон-саксофон, флейта - Чарлі Маріано – Саксофон-альт - Дік Гафер – Тенор-саксофон, флейта - Рольф Еріксон – труба - Річард Вільямс – труба - Квентін Джексон – тромбон - Дон Баттерфілд – туба, контрабас-тромбон - Джекі Баєрд – піаніно - Джей Берлінер – класична гітара - Денні Річмонд – барабани - Боб Гаммер – аранжування | Продакшн - Боб Тіле – продюсування - Боб Сімпсон – звукорежисер - Боб Гіральдіні – фото (фото обкладинки та вкладиша) - Джо Лебоу – художнє оформлення |